# Keith Barish
Keith Barish (Los Angeles, Califórnia, 11 de Novembro de 1944) é um produtor de cinema estadounidense.

## Carreira
Em 1979, Keith Barish fundou a Keith Barish Productions. O seu primeiro filme foi: Um Amor Infinito (Endless Love) (1981), com Brooke Shields e Martin Hewitt. O seu grande sucesso foi: A Escolha de Sofia (Sophie's Choice) (1982), com Meryl Streep e Kevin Kline.
Em 1987, Barish comprou a Taft Entertainment Pictures e formou com Taft Entertainment Pictures/Keith Barish Productions. Distribuído por quatro filmes: Luz do Dia (Light of Day) (1987), Os Caça-Monstros (The Monster Squad) (1987), O Gladiador (The Running Man) (1987) e Estranhos na Mesma Cidade (Ironweed) (1987).
Em 1989, Barish mudou-se para Warner Bros. e o seu grande sucesso foi: O Fugitivo (The Fugitive) (1993), com Harrison Ford e Tommy Lee Jones. Depois, Tommy Lee Jones ganhou um Óscar de melhor ator secundário no papel do Agente de U.S. Marshals, Samuel Gerard.
Em 1991, Barish fundou o Planet Hollywood.